# تفجيرات بغداد (كانون الثاني 2017)
تفجيرات بغداد هي مجموعة انفجارات وقعت يوم الاثنين 2 يناير 2017 في عدة مناطق من بغداد، كان أبرزها انفجار سيارة مفخخة في ساحة 55 ضمن مدينة الصدر، ذات الغالبية الشيعية شرقي بغداد. استهدف التفجير تجمعا لعمال وأسفر عن مقتل 35 شخصا وإصابة 61 أخرين. وقال حيدر العبادي، رئيس الوزراء العراقي، بإن الانتحاري تظاهر بأنه يريد استئجار عمال، وبمجرد أن تجمع العمال حوله فجّر السيارة.
أعلن تنظيم داعش مسؤوليته عن الانفجار.
كذلك هزت العاصمة العراقية انفجارات أخرى. وقد أسفرت كل هذه الانفجارات عن مقتل 56 شخصا وإصابة أكثر من 120 آخرين. وجاءت هذه التفجيرات والهجمات بالتزامن مع الزيارة التي قام بها الرئيس الفرنسي فرانسوا أولاند للعراق.

## وقائع التفجيرات
شهدت العاصمة العراقية بغداد يوم الأثنين 2 يناير 2017 عدة عمليات انتحارية. فمع ساعات الصباح الأولى انفجرت سيارة مفخخة في ساحة 55 ضمن مدينة الصدر في مدخل سوق جميلة التجاري. استهدف التفجير تجمعا لعمال مياومين في مدينة الصدر، ذات الغالبية الشيعية، شرقي بغداد. وبعد ساعات انفجرت سيارة مفخخة ثانية خلف مستشفى الكندي، قرب شارع فلسطين، وثالثة خلف مستشفى الجوادر شرقي بغداد، ما أسفر عن مقتل وإصابة العشرات من المدنيين. كذلك وقع انفجار سيارة مفخخة في حي الداخلية غربي بغداد، وانفجار عبوة ناسفة في منطقة البلديات شرقي بغداد وانفجار سيارة مفخخة بمنطقة الزعفرانية جنوب شرقي بغداد. وقد أسفرت هذه الانفجارات عن مقتل 56 شخصا وإصابة أكثر من 120 آخرين بجروح مختلفة.

## المسؤولية
أعلن تنظيم داعش مسؤوليته عن الهجوم الأول في مدينة الصدر في بيان نشرته وكالة أعماق التابعة له على الإنترنت وذكرت الوكالة أن «الهجوم كان عبر سيارة مفخخة يقودها انتحاري، استهدف تجمعا للشيعة».
ولم تعلن أي جهة مسؤوليتها عن باقي الانفجارات، لكن تم اتهام تنظيم داعش كمسؤول أول عن باقي التفجيرات أيضا، بسبب كثرة استهدافه لمناطق مدنية في العاصمة العراقية.

## ردود الفعل
- أدان الرئيس العراقي فؤاد معصوم بشدة هذه سلسلة التفجيرات واعتبرها «اعترافا صارخا من الإرهابيين التكفيريين باقتراب هزيمتهم الحتمية في الموصل والعراق، ودليلا ساطعا على افتقارهم لأبسط القيم الإنسانية والأخلاقية.»
- أعرب أسامة النجيفي، نائب رئيس الجمهورية، عن إدانته للتفجيرات، وقال في بيان صحفي «أن كلمات الإدانة والاستنكار لم تعد معبرة أمام هول ما يحدث، ينبغي أن تقوم الحكومة والأجهزة الأمنية باتخاذ إجراءات حاسمة وسريعة ومسؤولة لوقف نزيف الدم والقضاء على الارهاب.»[7]
- دان الممثل الخاص للأمين العام لبعثة الأمم المتحدة لمساعدة العراق، يان كوبيتش، بشدة هذه التفجيرات، واصفاً إياها بـ«المشينة».[8]